# Kate Radley
Pour les articles homonymes, voir Radley.
Kate Radley est une musicienne britannique née le 19 février 1967. Elle a notamment été claviériste et chanteuse du groupe post-rock et shoegaze Spiritualized, et a eu une liaison amoureuse avec Jason Pierce, chanteur du groupe. Elle a fait partie du groupe pendant la période couvrant les albums Lazer Guided Melodies, Pure Phase et Ladies and Gentlemen We Are Floating in Space. Elle quitte le groupe en 1997.
Elle est mariée à Richard Ashcroft, leader du groupe The Verve, depuis 1999. Le premier fils du couple, Sonny, est né le 23 mars 2000. En 2004, un deuxième fils, Cassius, est né.
De plus, dans le clip de la chanson de The Verve Bitter Sweet Symphony, elle joue un petit rôle de la conductrice qui réprimande Richard Ashcroft.